# Kênh Dương
Kênh Dương là một phường thuộc quận Lê Chân, thành phố Hải Phòng, Việt Nam.

## Địa lý
Phường Kênh Dương có diện tích 1,42 km², dân số năm 2022 là 12.212 người, mật độ dân số đạt 8.600 người/km².

## Lịch sử
Ngày 5 tháng 4 năm 2007, Chính phủ ban hành Nghị định số 54/2007/NĐ-CP về việc thành lập phường Kênh Dương trên cơ sở điều chỉnh 162,43 ha diện tích tự nhiên và 8.930 nhân khẩu của phường Dư Hàng Kênh.
Ngày 20 tháng 7 năm 2022, HĐND TP. Hải Phòng ban hành Nghị quyết số 26/NQ-HĐND về việc:
- Sáp nhập tổ dân phố số 2 vào tổ dân phố số 1.
- Thành lập tổ dân phố số 2 trên cơ sở tổ dân phố số 3 và tổ dân phố số 5.
- Thành lập tổ dân phố số 3 trên cơ sở tổ dân phố số 4 và tổ dân phố số 6.
- Thành lập tổ dân phố số 4 trên cơ sở tổ dân phố số 7.
- Thành lập tổ dân phố số 5 trên cơ sở tổ dân phố số 8.
- Thành lập tổ dân phố số 6 trên cơ sở tổ dân phố số 9.
- Thành lập tổ dân phố số 7 trên cơ sở tổ dân phố số 10.
- Thành lập tổ dân phố số 8 trên cơ sở tổ dân phố số 11.
- Thành lập tổ dân phố số 9 trên cơ sở tổ dân phố số 15.
- Thành lập tổ dân phố số 10 trên cơ sở tổ dân phố số 13 và tổ dân phố số 14.
- Thành lập tổ dân phố số 11 trên cơ sở tổ dân phố số 12.